# بيتر بريديكر
بيتر بريديكر (بالهولندية: Peter Prijdekker)‏ (مواليد 22 يونيو 1948) هو سبّاح هولندي، مثّل بلاده في الألعاب الأولمبية الصيفية 1972.

## روابط خارجية
بيتر بريديكر على موقع الاتحاد الدولي للسباحة (الإنجليزية)
- بيتر بريديكر على موقع أوليمبيديا (الإنجليزية)